# Hirasa tulla
Hirasa tulla là một loài bướm đêm trong họ Geometridae.